# 游百川
游百川（1822年—1895年），字匯東、號梅溪，山東省武定府濱州縣（今山東省濱縣）人，清朝政治人物、進士出身。
同治元年，登進士，改庶吉士，授翰林院編修。同治六年，升任監察御史，彈劾宗室寬和等皇親。同治七年，上奏請剿捻軍、并禁止各省栽種罌粟。同治十二年，上疏反對修葺圓明園。光緒五年，擔任湖南衡永郴桂道，升任四川按察使。光緒七年，升任順天府尹。光緒八年，任倉場侍郎。

## 延伸阅读
[在维基数据编辑]
 《清史稿·卷423》，出自趙爾巽《清史稿》